# Pavillon de l'exil
Pavillon de l'exil (titre original : Flag in Exile) est le cinquième roman de la série Honor Harrington de l'écrivain de science-fiction David Weber paru en 1995 puis traduit en français et publié en 2002.
Après l'affaire du duel du précédent roman, Honor s'est retiré sur Grayson. Devant la demande de la flotte de Grayson, elle accepte de reprendre du service mais ceci, en plus d'être une femme Seigneur, n'est pas du goût de tout le monde. Et, en plus, la guerre entre l'Alliance de Manticore et la République Populaire de Havre continue de plus belle malgré le changement de gouvernement de la République.

## Résumé
La guerre entre Manticore et Havre continue; Manticore a conquis de nombreux systèmes stellaires havriens mais le rythme se ralentit. Le comité de salut public qui a pris le pouvoir, gouverne Havre d'une main de fer.
Honor supervise le développement de son fief sur Grayson ainsi que celui de Dômes aériens et essaye de surmonter la mort de Paul Tankersley. Mais quelques seigneurs organisent et soutiennent des manifestations contre elle, bien qu'elle soit soutenue par le Protecteur Benjamin et le révérend Hanks.
L'amiral Matthews propose à Honor un poste dans la flotte graysonienne. Car, s'étant rapidement développée, la flotte a besoin de personnes expérimentées pour être efficace. Honor devient amiral de la première escadre à bord du Terrible, son capitaine de pavillon n'est autre que Alfredo Yu qui après l'échec de l'opération Jéricho avait demandé l'asile politique.
Pendant qu'Honor dirige plusieurs exercices de combat, trois seigneurs : Lord Burdette, Lord Mackenzie et Lord Mueller décident d'intensifier la contestation contre elle et les réformes du protecteur Benjamin.
Alors que l'amiral Havre-Blanc tente toujours de prendre l'étoile de Trévor à 210 années-lumière de Manticore ; les havriens conquièrent deux systèmes : Candor et Minette. Ils représentent une menace pour deux autres systèmes proches : Doréas et Casca. Grayson décide d'aider le Royaume de Manticore en reconnaissance de ce qu'il a fait pour lui et envoie la moitié de sa flotte participer à la reprise de ces deux systèmes.
Sur Grayson, Mueller fait en sorte que Burdette sabote un dôme en construction. Celui-ci s'effondre en tuant trente enfants. Les comploteurs dressent l'opinion contre Honor et les Dômes aériens. Mais les gens d'Honor et le gouvernement découvrent le complot. Burdette l'apprend et tente de faire assassiner Honor lors de son retour sur la planète. Elle est blessée, une centaine de personnes sont tués ainsi que le révérend Hanks, Premier Ancien de l'église. Un des assassins, apprenant que ce dernier a été tué, se confesse et révèle tout le complot. Le Protecteur dévoile tout lors d'une séance de la Chambre du conclave. Honor en tant que champion du protecteur relève le défi de Burdette et le tue au sabre.
Elle regagne son vaisseau ; peu après une importante flotte havrienne arrive pour prendre le contrôle des infrastructures de Grayson. Honor bien qu'épuisée parvient à masquer ses supercuirassés, une grande partie de la flotte havrienne est détruite.
À la suite de la découverte de la trahison de Burdette, et de la mort de celui-ci, le Conclave des Seigneurs accorde à Honor une seconde distinction :
Elle est la seconde personne de l'histoire graysonnienne à porter, en plus de l'Etoile de Grayson  qu'elle avait reçue dans le tome 2, pour l'honneur de la reine, les Sabres croisés.